# (37533) 1979 MX8
1979 MX8 (asteroide 37533) é um asteroide da cintura principal. Possui uma excentricidade de 0.05964540 e uma inclinação de 1.18200º.
Este asteroide foi descoberto no dia 25 de junho de 1979 por Eleanor F. Helin e Schelte J. Bus em Siding Spring.